# COSEM-Coordination des œuvres sociales et médicales
Pour les articles homonymes, voir Cosem.
Le COSEM-Coordination des œuvres sociales et médicales est une association à but non lucratif de santé française créée en 1945, qui assure l’ensemble des activités médicales et dentaires pour près de deux millions de patients par an. C'est l'un des plus importants centres de santé pluridisciplinaires privés en France.

## Services
Le COSEM est l'un des plus importants centres de santé pluridisciplinaires privés en France avec 1 400 salariés répartis en 17 centres en France, dont 9 en Île-de-France. Il revendique environ 2 millions de patients par an, dont 560 000 patients pour les soins dentaires,.

## Historique
Le COSEM est un groupe médical associatif, fondé en 1945 par un médecin résistant, Sigismond Hirsch. C'est une organisation à but non lucratif financée par la Sécurité sociale.
Le COSEM est dirigé par Daniel Dimernanas depuis 2010, avec ses deux fils.

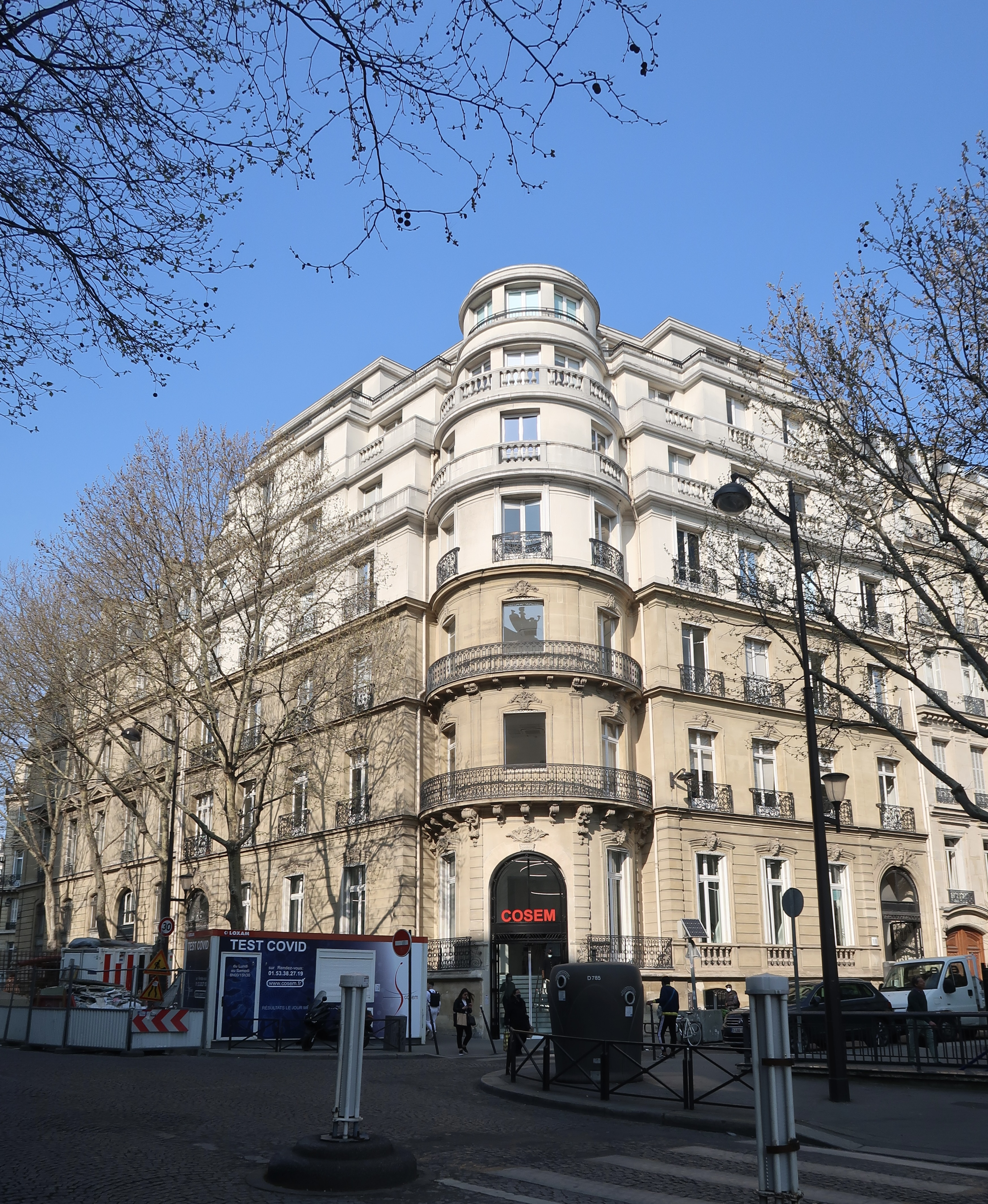
Centre COSEM du 6 avenue César-Caire (Paris).

En juin 2021, Daniel Dimermanas, directeur général du COSEM, rachète au COSEM la société Eden, qui détient tous les actifs immobiliers des centres de santé dont la valeur s'élève à 26 millions d’euros, auxquels il faut rajouter deux millions d’euros correspondant aux actions de trois filiales du COSEM, également rachetées par celui-ci. Dans cet ensemble de biens immobiliers sont compris les deux centres les plus prestigieux situés dans des immeubles situés face à l’église Saint-Augustin et près de la gare Saint-Lazare à Paris. Cet achat a été réalisé par le moyen d’un crédit vendeur à échéance de 10 ans, un procédé jugé « particulièrement avantageux pour l’acheteur ». Le dispositif prévoit ainsi que le capital ne sera pas remboursé au fur et à mesure par mensualités, mais en une seule fois, en 2032. La conséquence de cette vente est que le COSEM n’est plus propriétaire de ses murs.

### Signalement pour «détournement de fonds publics»
En avril 2023, le COSEM fait l'objet d'un signalement au parquet national financier (PNF) pour « détournement de fonds publics ». Les élus du comité social et économique (CSE) dénoncent des salaires « exorbitants » versés au directeur général et à ses fils, les « emplois fictifs » de leurs épouses et des « notes de frais disproportionnées », une somme dépassant 285 000 euros pour trois personnes en 2021.
Elle est placée en redressement judiciaire en mai 2023. Plusieurs centres sont fermés par la suite.
Le groupe Ramsay Santé rachète douze centres en 2024 sur les seize,.